# Jachnun

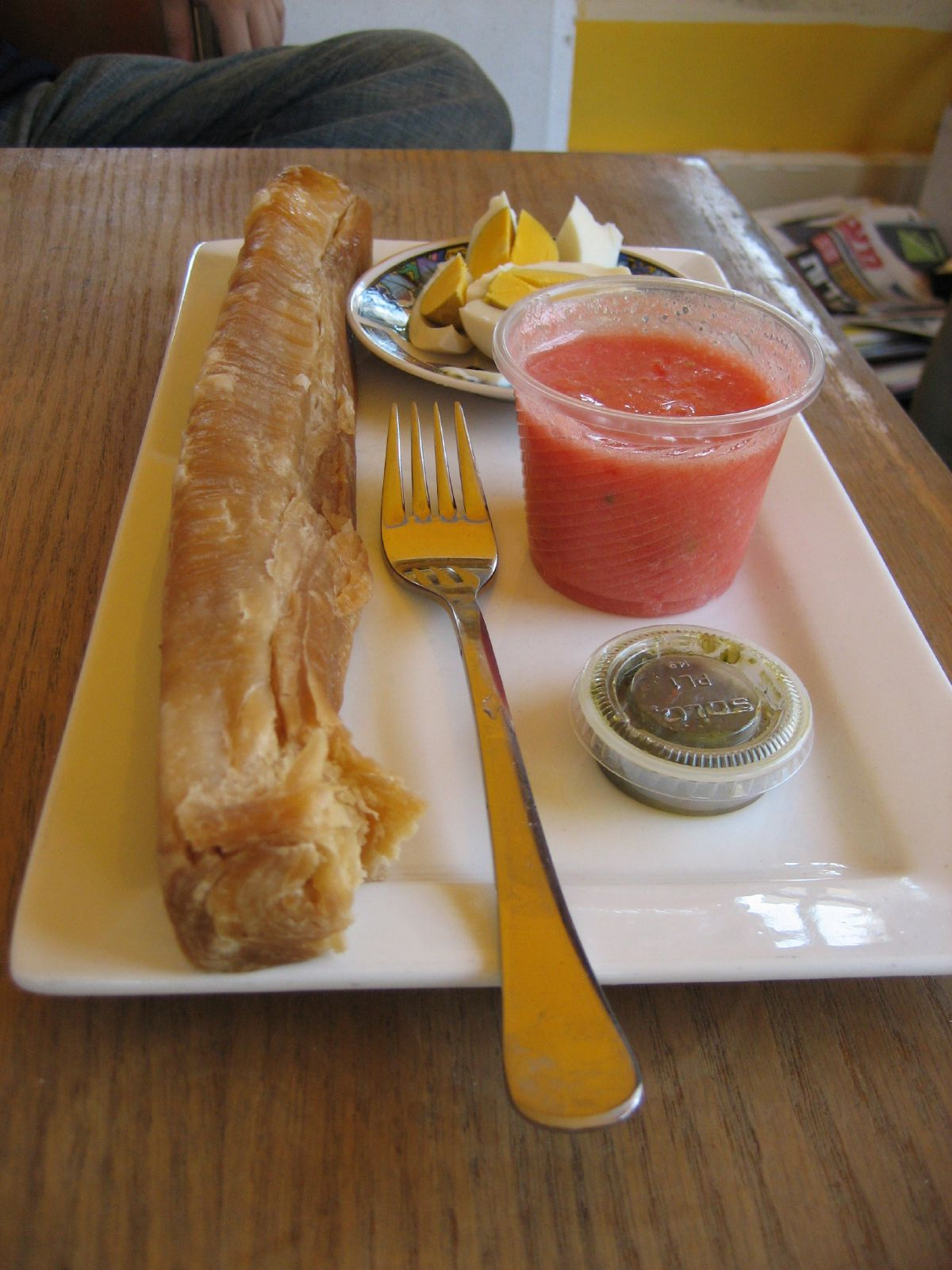
Jachnun

Jachnun oder Jahnun (d͡ʒaχˈnun, hebräisch:גַ׳חְנוּן) ist ein israelisches Gebäck jemenitischer Juden, das am Sabbatmorgen serviert wird.

## Zubereitung
Jachnun wird bei niedriger Hitze über Nacht im Ofen gebacken. Es besteht aus dünn ausgerolltem Teig, der vor dem Backen mit geklärter Butter bestrichen und ähnlich wie ein Blätterteig zylinderförmig zusammengerollt wird. Jachnun hat nach dem Backen eine dunkle Bernsteinfarbe und schmeckt leicht süßlich. Dazu wird traditionell ein Dip aus gehackten Tomaten gereicht, ebenso hart gekochte Eier und S-chug (hebräisch סחוג, arabisch سحوق, DMG Saḥawaq), eine jemenitische Würzsauce.
Aus dem Teig, der für die Zubereitung von Jachnun verwendet wird, wird auch Malawach, ein anderes jemenitisches Gebäck, hergestellt.